# Свети Георги (Долна Бешовица)
„Свети Георги“ е православен храм в романското село Долна Бешовица, България, част от Врачанската епархия на Българската патриаршия.

## История
Църквата е издигната в 1870 година, като майсторът-строител е Христо от орханийското село Калугерово. Зографията на храма е дело на дебърския майстор Велко Илиев. Освен зографията, дело на Илиев в храма е и дърворезбата.